# 1058 Grubba
1058 Grubba је астероид главног астероидног појаса чија средња удаљеност од Сунца износи 2,195 астрономских јединица (АЈ).
Апсолутна магнитуда астероида је 11,98 а геометријски албедо 0,044.